# Entre-deux-Monts
Entre-deux-Monts är en kommun i departementet Jura i regionen Bourgogne-Franche-Comté i östra Frankrike. Kommunen ligger i kantonen Les Planches-en-Montagne som tillhör arrondissementet Lons-le-Saunier. År 2022 hade Entre-deux-Monts 165 invånare.

## Befolkningsutveckling
Antalet invånare i kommunen Entre-deux-Monts
Referens:INSEE